# لاري سكوت (لاعب كرة قدم أمريكية)
لاري سكوت (بالإنجليزية: Larry Scott)‏ هو لاعب كرة قدم أمريكية أمريكي، ولد في 2 يناير 1977 في سيبرينغ في الولايات المتحدة.